# Бюстёль, Ларс
Ларс Бюстёль  (норв. Lars Bystøl, род. 4 декабря 1978 года в Воссе, Норвегия) — норвежский прыгун с трамплина. Олимпийский чемпион на нормальном трамплине и двукратный бронзовый призёр (на большом трамплине и в командном первенстве) зимних Олимпийских игр 2006 года в итальянском Турине.

## Карьера
Дебютировал в Кубке Мира на соревнованиях в польском Закопане 19 января 2002 года, где занял 24-е место.
Принимал участие в Чемпионате по лыжным видам спорта 2003 года в Валь-ди-Фьемме, где в составе команды Норвегии выиграл бронзовую медаль.
Повторил бронзовый успех в командных соревнованиях на Чемпионате Мира 2005 года в немецком Оберсдорфе.
Первый подиум (3 место) завоевал 11 марта 2005 года на домашнем этапе в Лиллехамере.
Первую победу и единственную победу в рамках Кубка Мира Ларс Бюстёль одержал 4 января 2006 года, на третьем этапе Турне четырёх трамплинов в Инсбруке, Австрия. Одиннадцать дней спустя норвежец вместе с командой стал чемпионом мира по полетам на лыжах в австрийском Бад-Миттендорфе.
Пиком карьеры для  Ларса Бюстёля стали Олимпийские игры 2006 года в Турине. Где он победил на нормальном трамплине и завоевал бронзовые медали на большом трамплине и в командном первенстве.
Сезон 2005/2006 закончил на лучшем месте в генеральной классификации Кубка Мира, заняв 13 место. С того момента его спортивная карьера резко пошла на спад.
Последним стартом норвежца в Кубке Мира стал домашний этап в Осло в марте 2008 года. В ноябре 2008 года на Кубке Норвегии он сдал положительную пробу на тетрагидроканнабинол, который содержится в листьях и соцветиях конопли. Так профессиональная карьера спортсмена была закончена.